# Wahleah Johns

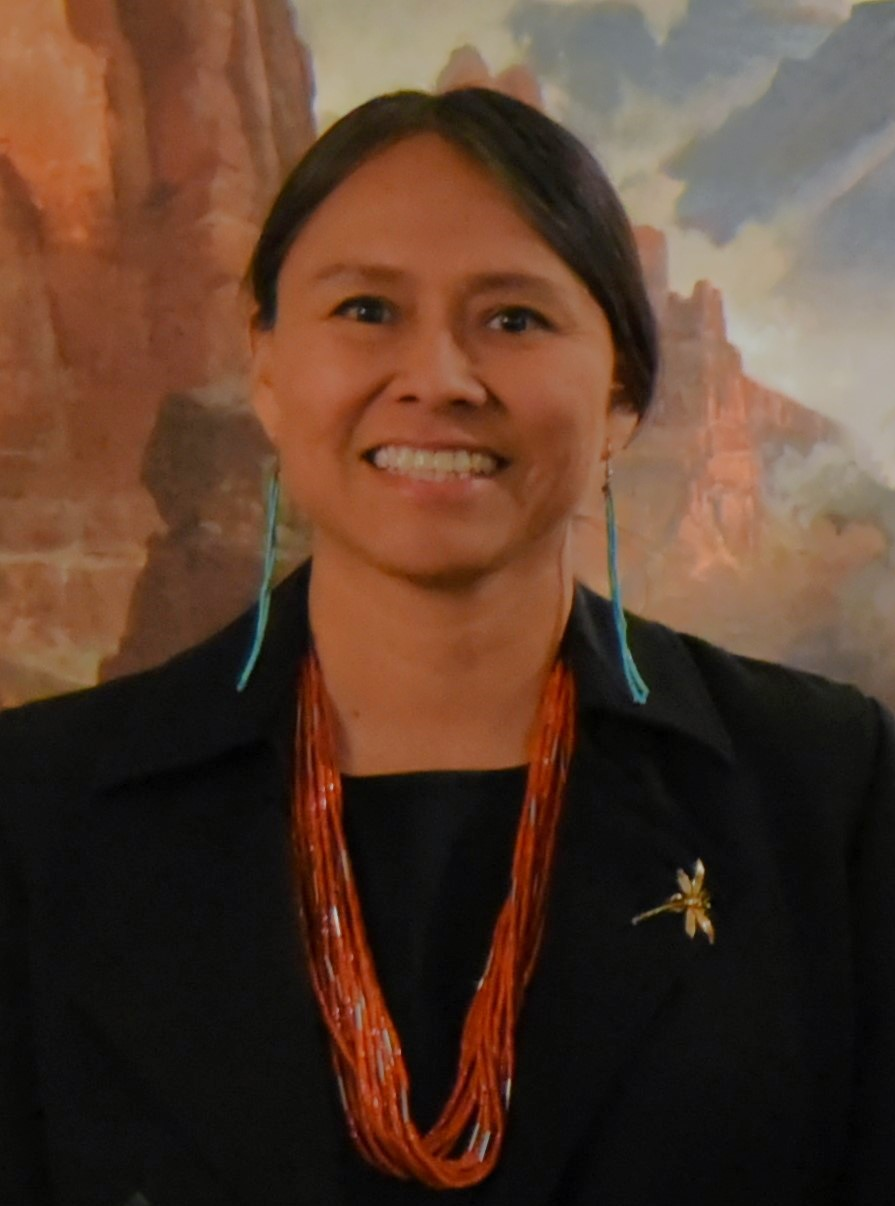
Wahleah Johns beim White House Tribal Nations Summit 2023

Wahleah Johns ist eine US-amerikanische Umweltaktivistin der Navajo Nation und Expertin für erneuerbare Energien in indigenen Gemeinschaften. Sie ist Mitgründerin der Organisation Native Renewables, die nicht am Stromnetz hängende Haushalte auf dem Land mit Solarstrom versorgt. Ab 2021 leitete sie das Office of Indian Energy Policy and Programs im US-Energieministerium in der Biden/Harris-Administration.

## Leben und Wirken
Johns wuchs in Shonto, Arizona, in der Navajo Nation auf, sie stammt aus der Gemeinschaft Forest Lake beziehungsweise Tonizhoni  am Rande des Black Mesa Plateaus. Sie wurde durch Umweltprobleme auf dem Black Mesa Plateau politisiert, insbesondere durch den Kohleabbau und die Wasserentnahme zur Kühlung des Kraftwerks Navajo Generating Station.
Als Mitbegründerin der Black Mesa Water Coalition setzte sie sich für Wasserschutz und gegen fossile Energieprojekte auf indigenem Land ein. Die Stilllegung der Navajo Generating Station im Jahr 2019 wurde als Erfolg dieser Bewegung gewertet.

## Native Renewables
2016 gründete Johns die Organisation Native Renewables, die Solarenergieprojekte in abgelegenen Gebieten der Navajo- und Hopi-Reservate realisiert. Ziel ist es, Energiearmut zu bekämpfen und technische Ausbildungen für indigene Fachkräfte anzubieten.

## Öffentlicher Dienst
Im Jahr 2021 wurde Johns zur Leiterin des Office of Indian Energy Policy and Programs im U.S. Department of Energy berufen. In dieser Funktion unterstützte sie indigene Gemeinden beim Zugang zu Fördermitteln für nachhaltige Energieprojekte. Unter ihrer Führung stieg das Budget von 22 Mio. USD im Fiskaljahr 2021 auf 75 Mio. USD im Jahr 2023, verbunden mit der Schaffung von etwa 30 neuen Stellen zur Unterstützung indigener Energiekonzepte. Sie verantwortete Förderrunden über insgesamt etwa 30 Mio. USD für Planung und Umsetzung sauberer Energien auf Stammesgebieten, darunter Projektplanungen und Bildungsinitiativen an Stammes-Universitäten. 2024 initiierte sie Programme mit bis zu 3,6 Mio. USD, um den Dialog zwischen dem Energieministerium und Stammesorganisationen zu stärken – mit Fokus auf Clean‑Energy‑Förderung, technische Begleitung und Workshop-Angebote. Sie moderierte auf nationaler Ebene den Tribal Clean Energy Summit in D.C. (2022 und 2023), hielt einleitende Vorträge, leitete runde Tische mit Stammesvertretern und trieb die Entwicklung von sauberen Energiestrategien voran.

## Aktuelle Tätigkeiten
Unter der Trump-Administration verlor sie ihre Position im Energieministerium. Heute (Stand 2025) arbeitet sie als Executive Director bei Native Renewables. Zudem engagiert sie sich weiter für die Rechte der indigenen Bevölkerung und die Umwelt.

## Themen
Thematisch engagiert sich Johns für unterschiedliche Themen:
- Energiegerechtigkeit und Energiezugang
- Umwelt- und Wasserschutz
- Bildung und Technologietransfer für indigene Gemeinschaften
- Dekolonisierung der Energieinfrastruktur

Bei allen Themen geht es um eine Verbesserung der Lebenssituation indigener Völker in Nordamerika, aber auch global um Umwelt- und Klimaschutz.

## Auszeichnungen und Medien
- Porträtiert in The Guardian[9] und Yes! Magazine
- Nathan Cummings Foundation Fellowship (2019)[2]
- Vortragende bei internationalen Klimakonferenzen, z. B. UN-Klimakonferenz 2021 (COP26)
- TEDx-Rednerin (2022)
- Vortragende am Global Women’s Assembly for Climate Justice: Path to COP30 and Beyond (27. Juni 2025)[2]